# Tarania Clarke
Tarania C. Clarke, född 3 oktober 1999, död 31 oktober 2019 i Kingston, var en jamaicansk fotbollsspelare. Hon spelade för Waterhouse och Jamaicas landslag.
Clarke debuterade och gjorde sitt första mål för Jamaicas landslag den 30 september 2019 i en 12–1-vinst över Kuba.
Den 31 oktober 2019 knivhöggs Clarke till döds i Kingston, Jamaica.